# Kocierzew Południowy (gemeente)
De gemeente Kocierzew Południowy is een landgemeente in het Poolse woiwodschap Łódź, in powiat Łowicki.
De zetel van de gemeente is in Kocierzew Południowy.
Op 30 juni 2004 telde de gemeente 4718 inwoners.

## Oppervlakte gegevens
In 2002 bedroeg de totale oppervlakte van gemeente Kocierzew Południowy 93,54 km², waarvan:
- agrarisch gebied: 93%
- bossen: 2%

De gemeente beslaat 9,48% van de totale oppervlakte van de powiat.

## Demografie
Stand op 30 juni 2004:
| Omschrijving                   | Totaal | Totaal | Vrouwen | Vrouwen | Mannen | Mannen |
| ------------------------------ | ------ | ------ | ------- | ------- | ------ | ------ |
| eenheid                        | aantal | %      | aantal  | %       | aantal | %      |
| inwoners                       | 4718   | 100    | 2377    | 50,4    | 2341   | 49,6   |
| bevolkingsdichtheid (inw./km²) | 50,4   | 50,4   | 25,4    | 25,4    | 25     | 25     |

In 2002 bedroeg het gemiddelde inkomen per inwoner 1110,32 zł.

## Administratieve plaatsen (sołectwo)
Boczki, Gągolin Południowy, Gągolin Północny, Gągolin Zachodni, Jeziorko, Kocierzew Południowy, Kocierzew Północny, Konstantynów, Lenartów, Lipnice, Łaguszew, Osiek I,II,III, Ostrowiec, Płaskocin, Różyce, Różyce-Żurawieniec, Sromów, Wejsce, Wicie.

## Aangrenzende gemeenten
Chąśno, Iłów, Kiernozia, Łowicz, Nieborów, Nowa Sucha, Rybno